# Hryckiewicze (obwód grodzieński)
Hryckiewicze (biał. Грыцкавічы; ros. Грицковичи) – wieś na Białorusi, w obwodzie grodzieńskim, w rejonie zelwieńskim, w sielsowiecie Zelwa.
W dwudziestoleciu międzywojennym miejscowość leżała w Polsce, w województwie białostockim, w powiecie wołkowyskim, w gminie Krzemienica. 16 października 1933 utworzyła gromadę w gminie Krzemienica. Po II wojnie światowej weszła w struktury ZSRR.